# Абрикосовский сельский совет (Кировский район)
Абрикосовский сельский совет (укр. Абрикосівська сільська рада, крымскотат. Nayman köy şurası) — административно-территориальная единица в Кировском районе в составе АР Крым Украины (фактически до 2014 года; ранее до 1991 года — в составе Крымской области УССР в СССР). Население по переписи 2001 года — 2692 человека. Территория сельсовета находится в центре района, в северных отрогах восточной части Внутренней гряды Крымских гор. К 2014 году совет включал 4 населённых пункта: 
- Абрикосовка
- Бабенково
- Кринички
- Матросовка

## История
Найманский сельсовет был образован в начале 1920-х годов в составе Владиславовского района Феодосийского уезда. Декретом ВЦИК от 4 сентября 1924 года «Об упразднении некоторых районов Автономной Крымской С. С. Р.» Владиславовский район в октябре 1924 года был преобразован в Феодосийский и совет включили в его состав. На момент всесоюзной переписи 17 декабря 1926 года включал 2 населённых пункта с населением 476 человек:
- Найман — 417 чел.
- Токсан-Баран-Эли — 59 чел.

Постановлением ВЦИК «О реорганизации сети районов Крымской АССР» от 30 октября 1930 года из Феодосийского района был выделен (воссоздан) Старо-Крымский район (по другим сведениям 15 сентября 1931 года) и совет включили в его состав. Указом Президиума Верховного Совета РСФСР от 21 августа 1945 года Найманский сельсовет был переименован в Абрикосовский. С 25 июня 1946 года Абрикосовский сельсовет в составе Крымской области РСФСР, а 26 апреля 1954 года Крымская область была передана из состава РСФСР в состав УССР. После ликвидации в 1959 году Старокрымского района совет переподчинили Кировскому. Время упразднения сельсовета и включения в Приветненский пока не установлено: на 15 июня 1960 года Абрикосовка уже числилась в составе, как и на 1968 и 1974 год. На 1 января 1977 года Абрикосовский сельский совет уже существовал в современном составе. С 12 февраля 1991 года сельсовет в восстановленной Крымской АССР, 26 февраля 1992 года переименованной в Автономную Республику Крым. С 21 марта 2014 года в составе Крыма аннексирован Россией. Законом «Об установлении границ муниципальных образований и статусе муниципальных образований в Республике Крым» от 4 июня 2014 года территория административной единицы была объявлена муниципальным образованием со статусом сельского поселения.